# Eduard Sabuschenko
Eduard Ihorewytsch Sabuschenko (ukrainisch Едуард Ігоревич Забуженко, international nach englischer Transkription Eduard Zabuzhenko; * 18. April 1998 in Chmelnyzkyj) ist ein ukrainischer Geher.

## Karriere
Eduard Sabuschenko konnte in seiner bisherigen sportlichen Laufbahn einen größeren Erfolg feiern, als er sich 2017 bei den U20-Europameisterschaften im italienischen Grosseto im Wettbewerb über die 10 km in 44:22,16 min die Bronzemedaille sichern konnte – einzig der unter neutraler Flagge startende Sergei Schirobokow (43:21,29 min) sowie José Manuel Pérez aus Spanien (44:17,23 min) waren schneller.